# Langroas
Langroas, Langroaz, Langroez ou Langrois sont des toponymes bretons préfixés par Lan (ermitage ou monastère) et ayant groas, groez et grois (croix ou calvaire) comme suffixe. Ils signifient donc littéralement « lan de la croix ». Géraud Lavergne en fait le « lan de la Sainte Croix ».